# Terebralia palustris
Terebralia palustris (nomeada, em inglês, mud creeper; na tradução para o português, "rastejador da lama") é uma espécie de molusco gastrópode marinho litorâneo, distribuído pelo Indo-Pacífico e pertencente à família Potamididae. Foi classificada por Carolus Linnaeus, em 1767; descrita como Strombus palustris (no gênero Strombus) em sua obra Systema Naturae, com sua localidade tipo em Singapura. Esta espécie é extensivamente coletada para alimentação humana em muitos lugares de sua distribuição.

## Descrição da concha e hábitos
Concha  turriforme e bastante esculpida, com um relevo de sulcos espiralados sobre sua superfície ondulada e de coloração castanha, por vezes esbranquiçada e com protoconcha danificada; com 10 a quase 20 centímetros de comprimento, quando desenvolvida (normal: 12 cm). Lábio externo fino e expandido, formando uma aba que se projeta em semicírculo, em sua abertura. Canal sifonal curto. Opérculo córneo, marrom, dotado de círculos concêntricos como relevo.

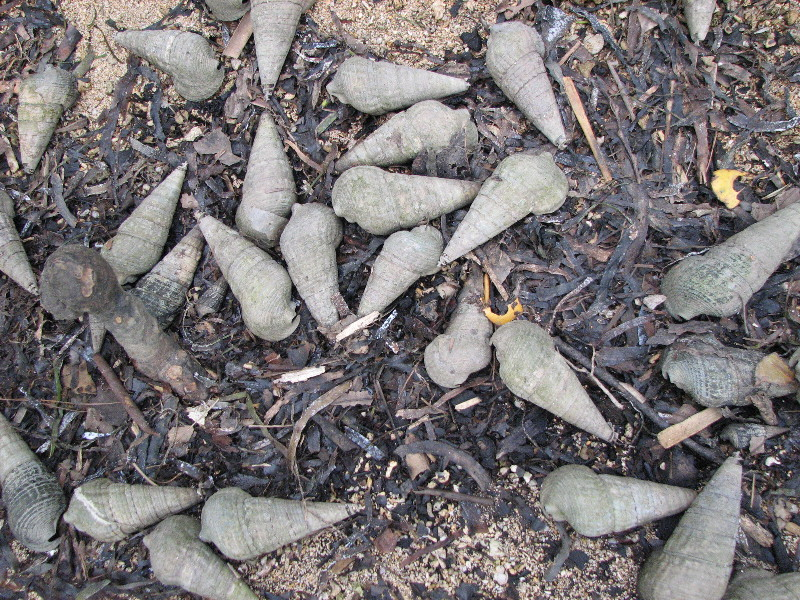
Conchas de T. palustris (Linnaeus, 1767)[1] em Iriomote, Okinawa, sul do Japão.

É encontrada em bentos de águas rasas, principalmente em árvores de manguezais e substratos de areia e lama, na zona entremarés, em habitat estuarino de água salobra, chegando a ser abundante. Membros da família Potamididae se alimentam de algas e detritos, Terebralia palustris ainda consome uma quantidade considerável de serapilheira.

## Distribuição geográfica
Terebralia palustris ocorre nas costas do Indo-Pacífico e Pacífico ocidental: da África Oriental e Médio Oriente à Melanésia; pela região indo-malaia, incluindo Filipinas, sul do Japão e Nova Guiné, até o norte e nordeste da Austrália.

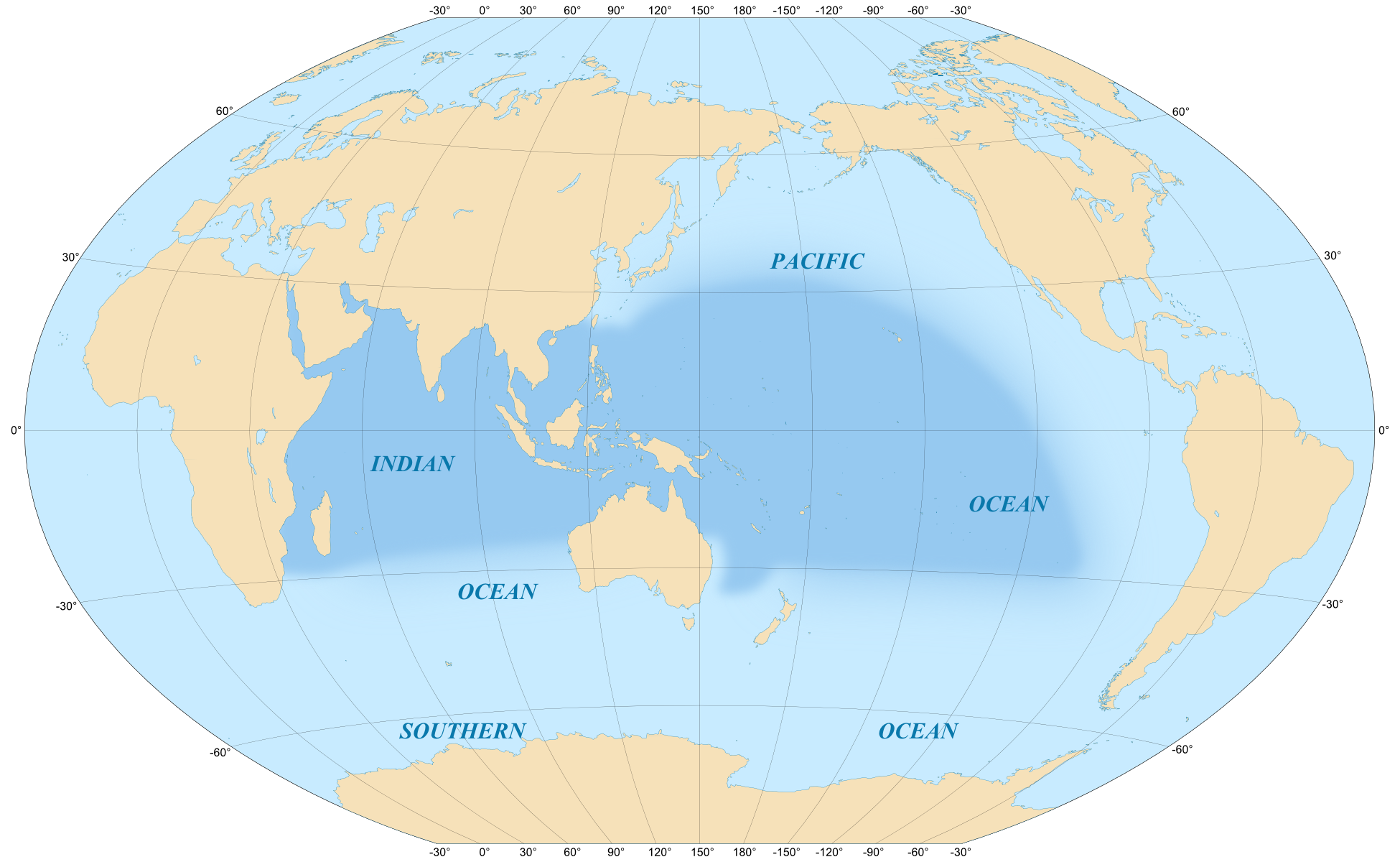
A espécie T. palustris (Linnaeus, 1767)[1] está distribuída por todo o Indo-Pacífico ocidental até as costas das ilhas Salomão.